# God Must Be a Boogie Man

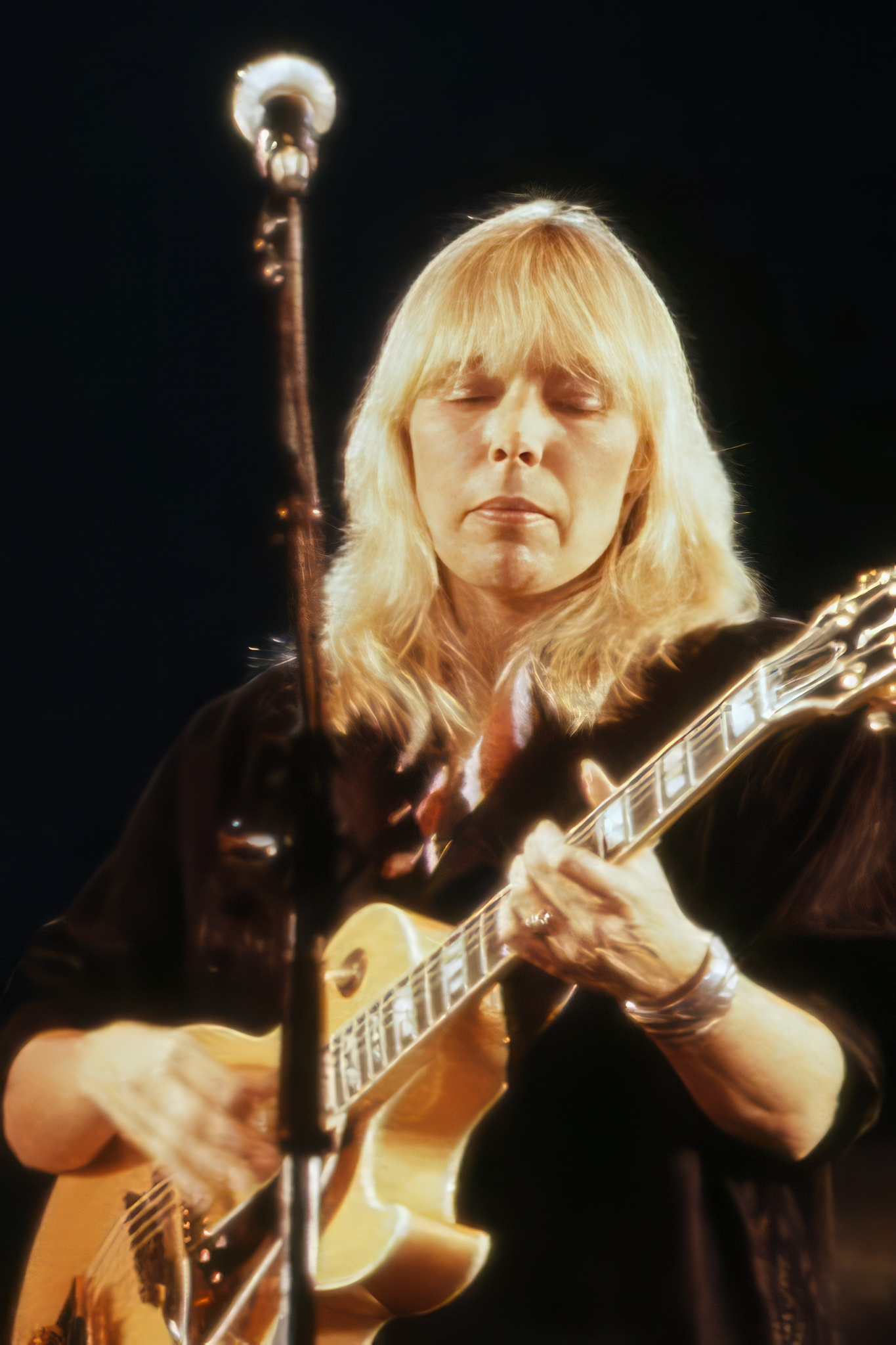
Joni Mitchell (1983)

God Must Be a Boogie Man ist ein Lied von Joni Mitchell aus dem Album Mingus von 1979.

## Musik
Das Stück hat eine sehr sparsame Instrumentierung: Abgesehen vom Chor, der die Zeile God Must Be a Boogie Man aufgreift, begleitet Mitchell sich auf der Gitarre, Jaco Pastorius akzentuiert weiter und steuert zudem eine Einleitung und ein weiteres Solo auf dem bundlosen Bass bei.
Das Lied wurde auch 1980 auf dem Live-Album Shadows and Light veröffentlicht. Dort hat zudem Don Alias Congas gespielt.
Veröffentlicht sind 13 Coverversionen des Liedes; u. a. von Marc Ducret, Maria Pia De Vito, The George Gruntz Concert Jazz Band, Tutu Puoane und Olga Konkova (Improvisational Four: Piano Improvisations Inspired by Joni Mitchell, 2007). Den Song hat zudem Kandace Springs mit dem Metropole Orkest bei den London Proms 2017 interpretiert.

## Text
Mitchell sagte in einem Rolling-Stone-Interview, dass der Text über Mingus geht und von dessen Autobiografie Beneath The Underdog inspiriert war. Mingus starb, bevor er den Song hören konnte:

„Er hat alles gehört, außer "God Must Be a Boogie Man", das ihm gefallen hätte, da es seine Sichtweise über sich selbst darstellt. Es basiert auf den ersten vier Seiten seines Buches [Beneath the Underdog].“

Der Boogie Man ist eine Kinderschreckfigur, vergleichbar dem deutschen Butzemann.
Rob Jones schrieb 2005:

„Dieser Song benennt Mingus im selben Atemzug wie Gott, wobei beide Figuren voller Widersprüche sind. Es geht in diesem Song nicht so sehr um Gott, sondern um Menschen und wie schwierig es ist, jemanden in seiner Komplexität wirklich zu kennen.“

## Rezeption
Allmusic-Rezensent Lindsay Planer hält das Lied  für eine ihrer zwei besten Kompositionen der späten 1970er Jahre.